# Hannu Turunen
Hannu Tapani Turunen (Savonlinna, 24 giugno 1956) è un ex calciatore finlandese, di ruolo difensore e centrocampista.
Nella sua carriera agonistica, ha militato esclusivamente a Kuopio, giocando in due club della città, Koparit e KuPS. Conta 66 presenze nella Nazionale di calcio della Finlandia, corredate da 3 gol.